# Kleón
Kleón (řecky: Κλέων) († 422 př. n. l.) byl athénský státník a stratég v době peloponéské války. Byl prvním významným představitelem radikální strany řemeslníků a obchodníků v athénské politice.
Kleón byl koželuh, měl ale mimořádné řečnické schopnosti, které využil proti svému protivníkovi Nikiovi, aby přesvědčil Athéňany k pokračování války proti Spartě.
Roku 429 př. n. l. napsal dramatik Aristofanés o Kleónovi nelichotivé komedie Jezdci a Acharňané. Za to byl obviněn z pomluvy úředníka a musel se hájit u soudu. O dva roky později se Kleón pokusil zpochybnit Aristofanovo občanství, avšak bez úspěchu. Kleón měl úspěch jako vojevůdce v bitvě u Sfakterie (425 př. n. l.), což jeho postavení posílilo. Padl v bitvě u Amfipole roku 422 př. n. l.
O rok později byl uzavřen se Spartou mír. Kleónovým pokračovatelem se stal Alkibiadés.